# 松平家清
松平 家清（まつだいら いえきよ）は、戦国時代から江戸時代初期にかけての武将・大名。松平清宗の長男。三河国吉田藩の初代藩主。竹谷松平家6代当主。

## 生涯
徳川家康に仕え、元服の際には祖父以来の通字「清」の上に家康から「家」の一字を拝領して家清と名乗った。天正18年（1590年）、家康が関東に移封された際、それまでの功を賞されて武蔵国児玉郡八幡山に1万石の所領を与えられ、雉岡城主となる。この国替えの途上で正室・天桂院が産気づいて女児を出産したものの、間も無く亡くなっている。
慶長5年（1600年）の関ヶ原の戦いでは尾張国清洲城の守備を務めた。戦後、その功績を家康から賞されて三河吉田に3万石の所領を与えられ、初代藩主となった。慶長15年12月21日（1611年2月3日）に死去。享年45。跡を嫡男・忠清が継いだ。
法号は葉雲全霜清宝院。墓所は愛知県蒲郡市の全栄寺（後に龍台山天桂院と改称）。
末弟の清定は、家清に仕えている。家禄3,200石。この家系はのちに幕臣となっている。

## 系譜
- 父：松平清宗
- 母：松平好景の娘
- 正室：天桂院 - 久松俊勝の娘、徳川家康の異父妹
  - 長男：松平忠清
  - 女子：本多康紀正室
- 生母不明の子女
  - 次男：松平清昌
  - 女子：徳川家康養女 - 浅野長重正室
  - 女子：松平忠利正室
  - 女子：成田泰高室